# Monterey (Kalifornia)
Monterey város az USA Kalifornia államában, Monterey megyében. Lakosainak száma 30 218 fő (2020. április 1.).

## Népesség
A település népességének változása:

| 2010 | 27 810 |
| 2020 | 30 218 |